# دانيال كوين
دانيال كوين (بالإنجليزية: Daniel Quinn)‏ (11 أكتوبر 1935، أوماها في الولايات المتحدة - 17 فبراير 2018، هيوستن في الولايات المتحدة)؛ كاتب وروائي أمريكي.

## فلسفته وأفكاره الرئيسية
اعتُبر دانيال كوين إلى حد كبير كاتبًا لأدب الخيال، فقد استكشف الرؤية الكونية المتحيزة ثقافيًا («الميثيولوجيا» أو الأساطير) التي تُحرّك الحضارة الحديثة وتدمّر العالم الطبيعي. سعى كوين إلى الاعتراف ببعض «الأساطير» أو «الميمات»، التي اعتبرها تشمل ما يلي: خُلقت الأرض خصيصًا للبشر، لذا من المفترض أنهم من سيسيطر عليها ويحكمها؛ إذ إن البشر تشوبهم العيوب بالفطرة؛ وهم منفصلون عن الطبيعة (التي أسماها كوين «أخطر فكرة موجودة»)؛ ويجب عليهم جميعًا أن يعيشوا وفقًا لنمط صحيح واحد.
من المواضيع الأخرى التي كتب عنها كوين علم البيئة، والأخلاقيات البيئية، والنظر المتعمق في ديناميكيات السكان. وعلى الرغم من أن كوين نفسه اعتبر المواضيع هذه عرضية، تُقارن فلسفته أحيانًا بعلم البيئة المتقدم، أو البيئة الخضراء، أو الأناركية البدائية. ادّعى كوين بشكل خاص أن إجمالي عدد البشر، مثل كل الكائنات الحية، ينمو ويتقلص وفقًا لقانون بيئي أساسي: تؤدي الزيادة في توفر الغذاء لأي مجموعة سكانية إلى زيادة في النمو الإجمالي للسكان. أعرب كوين عن قلقه من تجاهل الفكر الثقافي الشعبي لهذه الحقيقة، وبدلًا من ذلك، يجب النظر إلى الإنسان المتحضر باعتباره منفصلًا عن أي قانون. حدّد كوين الثورة الزراعية باعتبارها بداية لفرط تعداد البشر، في حين بدأت الشعوب المتحضرة بتبنّي وجهة نظر عالمية إمبريالية تعمل على تعرية الطبيعة، وتعتمد بالكامل على الزراعة التوسعية (الزراعة الشمولية)، وقد بدأ نمو السكان بالتزايد بالنسبة لبقية الكتلة الحيوية في العالم. قورنت تحذيرات كوين بشأن النمو السكاني، وخاصة في ما يتعلق بتوفر الغذاء، بتحذيرات خبير اقتصاد القرن التاسع عشر توماس روبرت مالتوس الذي حذّر من أن تزايد النمو السكاني يُحفز زيادة الغذاء من أجل الحفاظ على هذا العدد من السكان، لكن كوين اعتبر هذا التقييم عكسيًا إذ حذّر بدلًا من ذلك من أن الزيادة في عدد السكان هي نتيجة للفائض في الغذاء. حسب رأي كوين فإن نجاح الزراعة الشمولية يؤدي إلى خسارة فادحة في التنوع البيولوجي، بل إن ذلك يُعدّ توجهًا سريعًا نحو تجاوز حدود الانهيار السكاني في النهاية، وهو ما لا يبدي التيار المتحضر الرئيسي أي قدر يُذكَر من الترقب أو الاهتمام تجاهه.
إن استنتاجات كوين بشأن السكان تعني أيضًا أن استمرار المساعدات الغذائية المقدمة إلى بعض الدول، التي تعاني أزمة مجاعة، يؤدي إلى تأخير في أزمات المجاعة الأكبر وتفاقمها إلى حد كبير، بدلًا من حل مثل هذه الأزمات، كما يُفترض عادةّ. ادّعى كوين أن إعادة ربط الناس بالطعام الذي وُفّر من خلال الزراعة المحلية تُعتبر طريقة مُثبتة لتجنب المجاعات وما يرافقها من مشاكل أخرى. فسر البعض ذلك بأن كوين كان قد حسم مسألة السماح بتجويع الناس الذين يعانون الفقر، وهو ما دحضه مرارًا وتكرارًا.
وصف كوين الحضارة بأنها اقتصاد عالمي واحد وثقافة واحدة في المقام الأول، إذ يتطلب اعتمادها الكلي على الزراعة التوسعية أكثر من أي وقت مضى، ومن ثم على النمو السكاني المتزايد (حلقة مفرغة متصاعدة يعرّفها كوين بأنها «سباق الغذاء»). نتيجة لذلك، رأى أن الحضارة الحديثة، بحكم تعريفها، غير مُستدامة. دافع عن فعالية المجتمعات القبلية التقليدية للسكان الأصليين -التي تعتبرها الأبحاث الأنثروبولوجية عادلة ومُتكيّفة بيئيًا وآمنة اجتماعيًا- باعتبارها نماذج هامة لتطوير تنوع جديد من الهياكل الاجتماعية البشرية العملية في المستقبل.

## روابط خارجية
- دانيال كوين على موقع IMDb (الإنجليزية)
- دانيال كوين على موقع ميوزك برينز (الإنجليزية)